# Helicia glabrescens
Helicia glabrescens är en tvåhjärtbladig växtart som beskrevs av Cyril Tenison White. Helicia glabrescens ingår i släktet Helicia och familjen Proteaceae. Inga underarter finns listade i Catalogue of Life.